# Ціпонька
«Ціпонька» (англ. The Hot Chick) — американський фантастичний комедійний фільм 2002 р. режисера Тома Бреді про дівчину-підлітка, чия свідомість обмінялася з розумом 30-річного злочинця. Продюсери та сценаристи — Джон Шнайдер і Карр Д'Анжело для Happy Madison і Touchstone Pictures. У фільмі знімалися: Роб Шнайдер у ролі злочинця та Рейчел Макадамс, як Джесіка, хто разом зі своїми подругами-чирлідерами шукають її тіло, потрапляючи у незручні соціальні ситуації.

## Сюжет
Вкравши в крамниці магічні сережки, наївна красуня Джессіка не знала, що вони заряджені специфічним древнім прокляттям. Незабаром її грабує злодій і викрадає сережку. Наступного дня дівчина виявляє, що вона тепер чоловік на ім'я Клайв, волохатий коротун, удвічі старший за неї. І все це — напередодні випускного балу. Дівчині потрібно терміново придумати, як повернути своє тіло назад. Однак виправити ситуацію виявляється непросто.

## Ролі
- Роб Шнайдер — Клайв Макстон/Джессіка Спенсер
- Анна Фаріс — Ейпріл
- Рейчел Макадамс — Джесіка Спенсер / Клайв Макстон
- Метью Лоуренс — Біллі
- Ерік Крістіан Олсен — Джейк
- Майкл О'Кіф — Річард Спенсер
- Мелора Гардін — Керол Спенсер
- Александра Голден — Лулу
- Адам Сендлер — Мамбуза Бонго Гай (в титрах не зазначений)

## Виробництво

### Реліз
Ципочка спочатку отримав рейтинг R, але кілька сцен були вирізані, щоб отримати ширший рейтинг PG-13. R версія була класифікована як 12А у Великій Британії, підтримуючи той же рейтинг, наданий PG-13 театральній версії.
Перш ніж фільм випущений театрально, у прев'ю було вказано назву Міс Популярність.

## Реакція

### Касові збори
Фільм посів позицію № 5 в прокаті США під час вік-енду 13-15 грудня 2002 р., заробивши $7 401 146 USD, в середньому $3338 з 2217 театрів. Загальні касові збори склали $54 639 553.

### Критика
Rotten Tomatoes дав фільму 21 % свіжості на основі 81 огляду та 61 % рейтинг аудиторії, IMD — 5,4/10.
Роб Шнайдер номінований на премію Razzie за Найгіршу чоловічу роль десятиліття за свою гру у фільмі.